# Geschiedenis van Overijssel
Dit artikel beschrijft de geschiedenis van de Nederlandse provincie Overijssel.

## Prehistorie en Romeinse tijd
De eerste mensen die in Overijssel leefden waren jagers en verzamelaars. Ze leefden van het verzamelen van vruchten en groenten, en gingen op jacht of vissen. Rond 2500 voor Christus ging men zich op een vaste plaats vestigen. De landbouw kwam op, en de landbouwers vestigden zich vooral langs de rivieren de Vecht en de Regge of op de zandgronden. De IJsselstreek werd pas veel later bewoond, rond de vroege Middeleeuwen.
In de Romeinse tijd werd Overijssel bewoond door de Tubanten.

## Middeleeuwen

### Onderwerping, kerstening en ontginning
In de 8e eeuw maakten Overijssel en de omliggende gebieden kennis met het Christendom. Overijssel en Drenthe werden bekeerd onder leiding van Sint Lebuinus. In die tijd werd ook de eerste kerk gesticht, namelijk in Deventer. Die kerk werd echter in 772 verwoest door de Saksen, uit wraak voor de Frankische vernietiging van de Irminsul, een belangrijk Saksisch heiligdom, eerder dat jaar. Hiermee begonnen de Saksenoorlogen, waarin de Saksen meermalen verslagen werden, maar steeds opnieuw in opstand kwamen. Zij werden geleid door hun hertog Widukind en enkele keren bijgestaan door de Friezen, die zelf al grotendeels door de Franken waren onderworpen. Ten slotte moesten de Saksen in 804 de strijdbijl begraven. Het gebied werd ingelijfd bij het Frankische Rijk, onderverdeeld in gouwen, de kerstening werd langzaamaan voltooid (onder andere door Liudger) en de grond werd ontgonnen.

### Vorming van het Oversticht

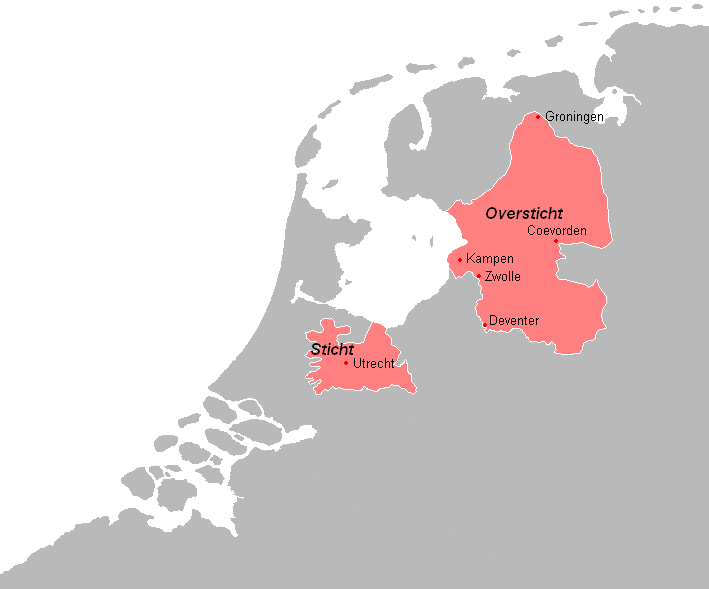
Het Sticht Utrecht in de hoge middeleeuwen.

Voor het wereldlijke gezag van de bisschop van Utrecht in het Oversticht (dat het huidige Overijssel, Drenthe, het Gorecht en de Stellingwerven omvatte) werd de grondslag gelegd door schenkingen van keizer Hendrik III (1039–1054) aan bisschop Bernold (Bernulfus, 1027–1054), in het kader van het rijkskerkenstelsel. In de loop van de 11de eeuw werd dit gezag voor heel Overijssel een feit; het bleef echter doorlopend wankel. Na en door de totstandkoming van het Concordaat van Worms (1122) verkregen de graven van Holland en de graven (vanaf 1339 hertogen) van Gelre een belangrijk overwicht op de bisschoppen van Utrecht. Herhaaldelijk werden zij gedwongen delen van het Oversticht aan Gelre te verpanden.

### Steden en ridderschappen
Rond de 11e eeuw ontstonden ook de steden Zwolle en Kampen, die later op gebied van handel grote rivalen werden. Het gebied, dat het latere Overijssel zou worden, bestond uit een drietal zogenaamde ambten: Twente, Salland en Vollenhove. Deze werden elk bestuurd door een ambtman of drost, die zich veelal door een schout liet vervangen; vandaar de ook voorkomende aanduiding schoutambt.
In Salland overheersten de steden (Deventer, Zwolle en Kampen); deze gaven nooit de pretentie op rijkssteden te zijn en wezen op die grond het bisschoppelijke gezag in beginsel af. Maar ze gebruikten dat gezag wel graag als een steun tegen de pretenties van de landadel, die lange tijd niet boven het roofridderpeil uitkwam en vooral machtig was in Twente en Vollenhove, waar geen steden van enige betekenis waren. Onderling waren de drie IJsselsteden echter vaak ook verdeeld, onder meer over marktrechten en over beteugeling en overbrugging van de rivier. Omdat de bisschop genoodzaakt was de drosten grote zelfstandigheid te laten, oefende hij vrijwel alleen gezag uit als hoogste rechtsinstelling. Daartoe hield hij op geregelde tijden klaringen, waarop vonnissen van de plattelandsgerechten in appel konden worden behandeld; op vonnissen van de grote steden was geen beroep mogelijk. De bisschoppelijke klaringen vonden plaats op de Markelerberg, ten zuidoosten van Markelo, en op de Spoolderberg, ten zuidoosten van Zwolle (later te Deventer).

### Bourgondische invloed

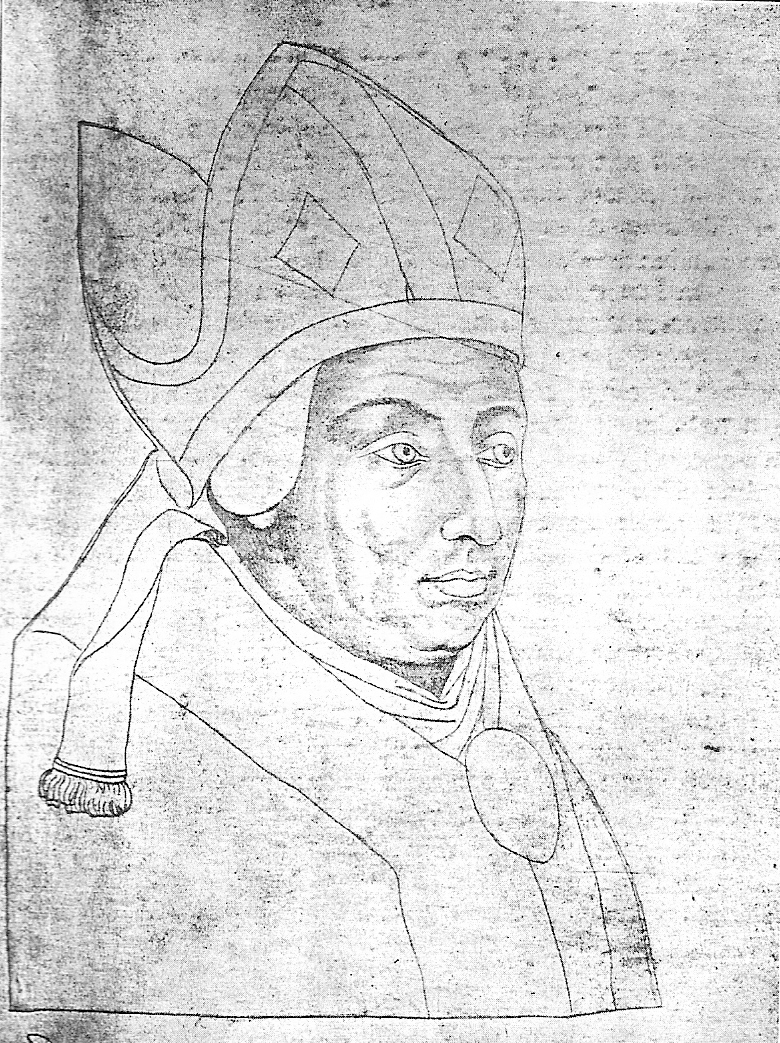
David van Bourgondië

De aanstelling van David van Bourgondië, een bastaard van Filips de Goede, als bisschop van Utrecht in 1456, maakte dat het Oversticht in de Bourgondische invloedssfeer terechtkwam. Streven naar vergroting van de bisschoppelijke zeggenschap en naar unificatie van de delen (sinds 1456) stuitte op taai verzet bij ridderschap en steden, die door de bisschop in landdag (later ook Statenvergadering geheten) bijeengeroepen werden. De geestelijkheid had generlei aandeel in het bestuur. Het verzet tegen David van Bourgondië en diens opvolgers, allen bezield van centralistische strevingen, verklaart hoe Karel van Gelre tijdens de Gelderse Oorlogen voet kreeg in Overijssel. De overgang van het wereldlijk bestuur van de Utrechtse bisschop Hendrik II aan Karel V in 1528 (Verdrag van Schoonhoven) besliste echter ook over Overijssels politieke lot. Het maakte sindsdien deel uit van "de landen van herwaarts over".

## Van Habsburgs gewest tot één der Zeven Nederlanden
In 1528 werd de naam Overijssel voor het eerst gebruikt. Daarvoor sprak men over het Oversticht. Dat bestond uit het Land van Vollenhove, Salland, Twente en Drenthe. De bisschop van Utrecht stond in 1528 het Sticht (Utrecht) en het Oversticht af aan keizer Karel V. De keizer werd zodoende heer van Overijssel. Zo kwam de naam Heerlijkheid Overijssel in gebruik. De staten van Overijssel werden gevormd door de Hanzesteden Deventer, Kampen en Zwolle en de ridderschappen van Salland, Twente en Vollenhove.

### Overijssel in de Nederlandse Opstand
Overijssel was niet betrokken bij de Pacificatie van Gent (8 november 1576). Het betuigde er echter op 16 december 1576 toch zijn instemming mee, onder uitdrukkelijke voorwaarde dat er niet getornd zou worden aan de Spaanse kroon en de katholieke godsdienst. Wellicht was dit uit vrees voor herhaling van de oorlogsgruwelen waarmee het reeds in 1572 kennis had gemaakt, toen geuzenbenden onder Willem IV van den Bergh de steden Kampen, Zwolle, Hasselt, Steenwijk, Genemuiden en Vollenhove ingenomen hadden en maandenlang plunderend en moordend op het platteland huisgehouden hadden. Daar Overijssel buiten Alva's belastingwetten (tiende penning e.a.) bleef, had het minder reden dan de landsheerlijke gebieden om in opstand te komen. Het calvinisme had in Overijssel nog zo weinig aanhang, dat de Beeldenstorm het gebied geheel onberoerd liet.

In het gebied, dat eens de bakermat was van de Moderne Devotie, de Fraterhuizen en de Congregatie van Windesheim, heerste overigens genoeg belangstelling voor geloofsvraagstukken om de vroegtijdige deelname aan vernieuwingsstromingen te verklaren. Het christelijk humanisme had centra in de grote scholen van Zwolle en Deventer en in alle drie de IJsselsteden bevorderden economische en intellectuele contacten met de Oostzeelanden het doorsijpelen van lutherse opvattingen; symptomen van een calvinistische volksbeweging vertoonden zich echter pas na de Beeldenstorm. In diezelfde tijd werd de bij het Concordaat van 1559 opgerichte bisschopszetel van Deventer bezet door de minderbroeder Aegidius de Monte en daarmee werd met een zuiveringsproces in de Rooms-Katholieke Kerk begonnen, dat niet zonder resultaat bleef. Rennenberg, door de Staten-Generaal in 1577 ook tot stadhouder van Overijssel benoemd, dwong de drie IJsselsteden tot het invoeren van de gelijkstelling van de rooms-katholieke en de calvinistische eredienst. De Landdag weigerde echter de Unie van Utrecht te aanvaarden, ook toen Rennenberg er voor Groningen toe overging. Na het overlopen van Rennenberg  naar de zijde van Parma (op 3 maart 1580) werd de Landdag echter tot aanvaarding gedwongen, toen door Willem van Oranje gemachtigde geuzentroepen het hele gebied bezetten. Zij stuitten daarbij op sterke tegenstand, vooral in Kampen en Oldenzaal; een verzetsbeweging op het Twentse platteland werd door Hohenlohe in bloed gesmoord. Landvoogd Parma's onderbevelhebber Francisco Verdugo, Rennenbergs opvolger als stadhouder, slaagde erin het grootste deel van Overijssel te onderwerpen. Toen de graaf van Leicester eind 1585 in de Nederlanden kwam, was heel Overijssel, met uitzondering van de drie IJsselsteden, in de macht van Parma. Er waren twee Statenvergaderingen, een te Deventer en een te Oldenzaal, maar ook de eerste wees de Unie van Utrecht af, hield vast aan de religievrede en verwierp de afzwering van Filips II in 1581. In 1587 leverden de officieren van landvoogd Leicester , Stanley en York, de stad Deventer verraderlijk aan Parma over, maar tussen 1591 en 1597 herwon Maurits van Nassau geleidelijk heel Overijssel.
Gelijke tred met zijn herovering hield de vanuit de IJsselsteden geleide reformatie; die maakte op het platteland slechts zulke langzame vorderingen, dat Twente, toen Ambrogio Spinola Oldenzaal heroverde (1605), er nog nauwelijks door beroerd was. Tot 1626 bleef dit gebied Spaans; de daarna ingezette reformatie had vrijwel geen succes meer, hoewel zij in de ambten Vollenhove en Salland wel is geslaagd. In de conflicten rondom de Scherpe Resolutie (1617) tijdens het Twaalfjarig Bestand schaarden de Staten van Overijssel zich aan Hollands zijde. Het was onder dwang van Maurits, die in mei 1618 als stadhouder van Overijssel op de Landdag te Deventer verscheen, dat de Staten zich bij het bijeenroepen van een nationale synode neerlegden.

### Zelfstandig gewest
Nadat reeds in de zomer van 1665 Münsterse troepen geducht in Twente huisgehouden hadden, volgde in 1672 een nieuwe Münsterse inval: in weinige weken kwam heel Overijssel in de macht van Christoph Bernhard von Galen. De capitulerende steden van Overijssel verklaarden als rijkssteden de soevereiniteit van het Heilige Roomse Rijk te erkennen en de Staten onderwierpen zich in juli 1672 aan Münster, onder verklaring de band met de Unie der Verenigde Nederlanden te ontbinden. Nadat de bezettende legers waren verdwenen (in 1674), werd Overijssel weer toegelaten tot de Unie onder oplegging van een regeringsreglement, dat het gebied als aan handen en voeten gebonden aan stadhouder Willem III van Oranje-Nassau uitleverde. De stadhouders kregen meer macht na de korte bezetting door de bisschop van Münster.

## Franse tijd

### Bataafse Republiek
Bij de oprichting van de Bataafse Republiek in 1795 werd Overijssel samen met Drenthe, het zuiden van Friesland en het noorden van Gelderland het Departement van de Oude IJssel.

### Bataafs Gemenebest
De oude provinciegrenzen werden bij de instelling van het Bataafs Gemenebest in 1801 hersteld; Overijssel vormde met Drenthe nog tot 1806 het Departement Overijssel.

### Koninkrijk Holland
Bij de omvorming van het Bataafs Gemenebest naar het Koninkrijk Holland in 1806 werd Drenthe dan toch weer van het Departement Overijssel losgekoppeld; het werd het Departement Drenthe.
Deze omstandigheden duurden voort tot 1810, toen het Koninkrijk Holland werd ingelijfd door het Eerste Franse Keizerrijk.

### Deel van Frankrijk
Na de inlijving bij Frankrijk werd het Departement Overijssel hernoemd tot het Departement van de Monden van de IJssel (Bouches d'Yssel in het Frans). In 1813 werden de Nederlanden bevrijd door de geallieerden tegen Napoleon Bonaparte. De zoon van de laatste stadhouder van Overijssel, Willem VI, werd door de geallieerden aangesteld als Soeverein Vorst. Twee jaar later riep hij zich uit tot Willem I van het Verenigd Koninkrijk der Nederlanden, in welke de huidige provincie Overijssel ontstond.

## Nederlandse tijd
Toen Willem I in 1815 op de troon kwam werd er steeds meer aandacht besteed aan handel en nijverheid. In Overijssel ging het dan vooral om de handel en productie in metaal en textiel. Om de handel te bevorderen kreeg Zwolle een verbinding met de IJssel door middel van de Willemsvaart, de Zwolse grachten werden op die manier verbonden met het Overijsselse achterland. Een bijkomend voordeel van die vaart was dat nu ook de Zuiderzee per boot bereikbaar was. Rond 1864 werd de eerste spoorwegverbinding aangelegd.
De Noordoostpolder werd in 1938 drooggelegd en hiermee werd het eiland Urk, dat tot Noord-Holland behoorde, met het vasteland van Overijssel verbonden. Vanaf 1950 werd Urk bij de provincie Overijssel ingedeeld. In 1962 werd de gemeente Noordoostpolder ingesteld, die ook deel uit ging maken van Overijssel. Na de vorming van de provincie Flevoland in 1986 gingen beide gemeenten deel uitmaken van deze provincie.